# Oenanthe lachenalii
Œnanthe de Lachenal
Espèce
Classification phylogénétique
Statut de conservation UICN

 LC  : Préoccupation mineure
Oenanthe lachenalii, de nom vernaculaire Œnanthe de Lachenal, est une espèce de plantes à fleurs de la famille des Apiaceae et du genre Oenanthe. C'est une plante herbacée originaire d'Europe.

## Description

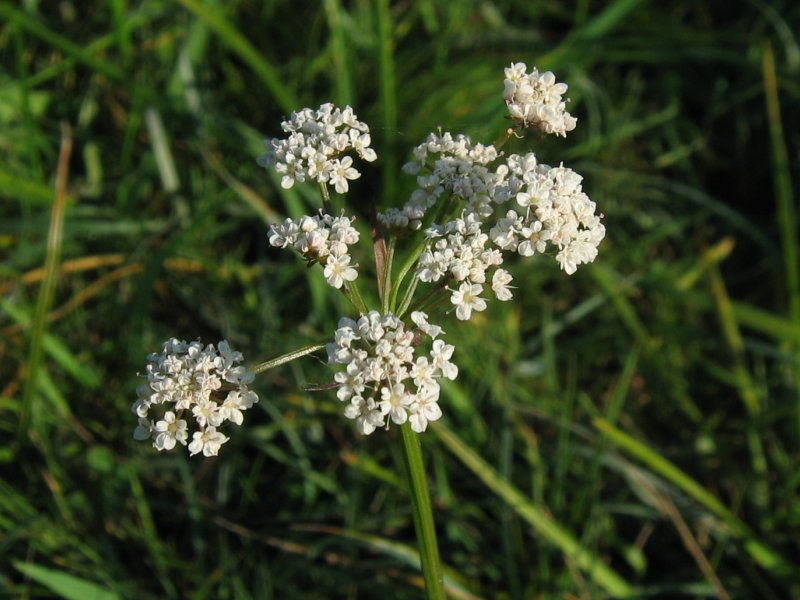
Fleurs d’œnanthe de Lachenal.

### Appareil végétatif
C'est une plante vivace de 50 à 80 cm, vert glauque, à racines tubéreuses charnues, filiformes puis renflées à l'extrémité en massue allongée ; la tige est assez grêle, dure, pleine ou un peu creuse supérieurement, faiblement sillonnée. Les feuilles sont bipennatiséquées, les inférieures ont les segments obovales ou oblongs en coin, les caulinaires à lobes linéaires.

### Appareil reproducteur
Les fleurs sont blanches, les extérieures à peine rayonnantes à pétales arrondis à la base, fendus jusqu'au milieu ; les ombelles sont petites à 7 à 12 rayons toujours grêles. L'involucre est nul ou à 1 à 5 folioles caduques ; les ombellules fructifères sont convexes. Les styles égalent la moitié du fruit ; ce dernier est oblong, atténué et sans anneau à la base. 
La floraison a lieu de juin à août.

### Galerie

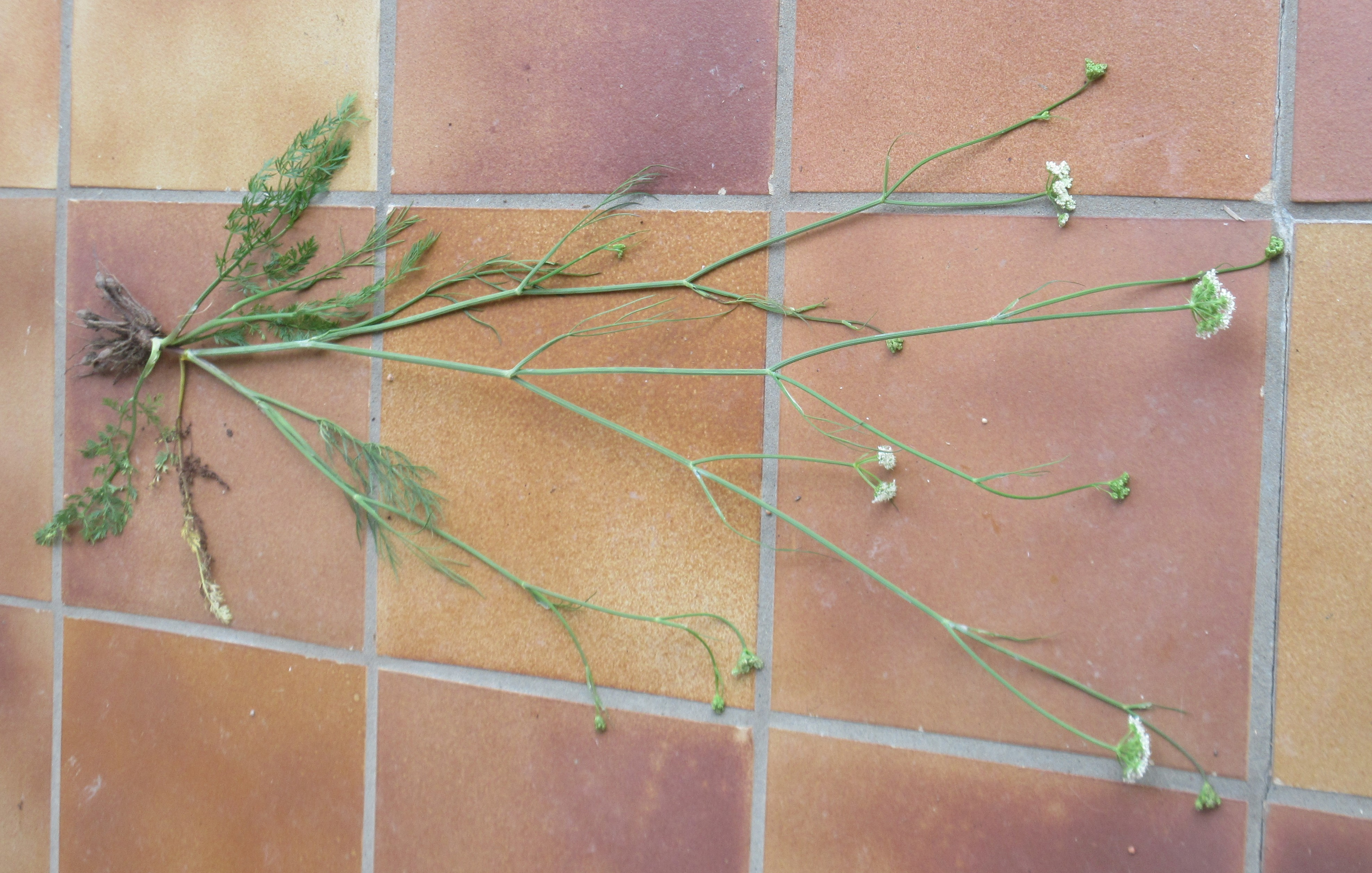
Plante entière. Carreaux de 30×30 cm.
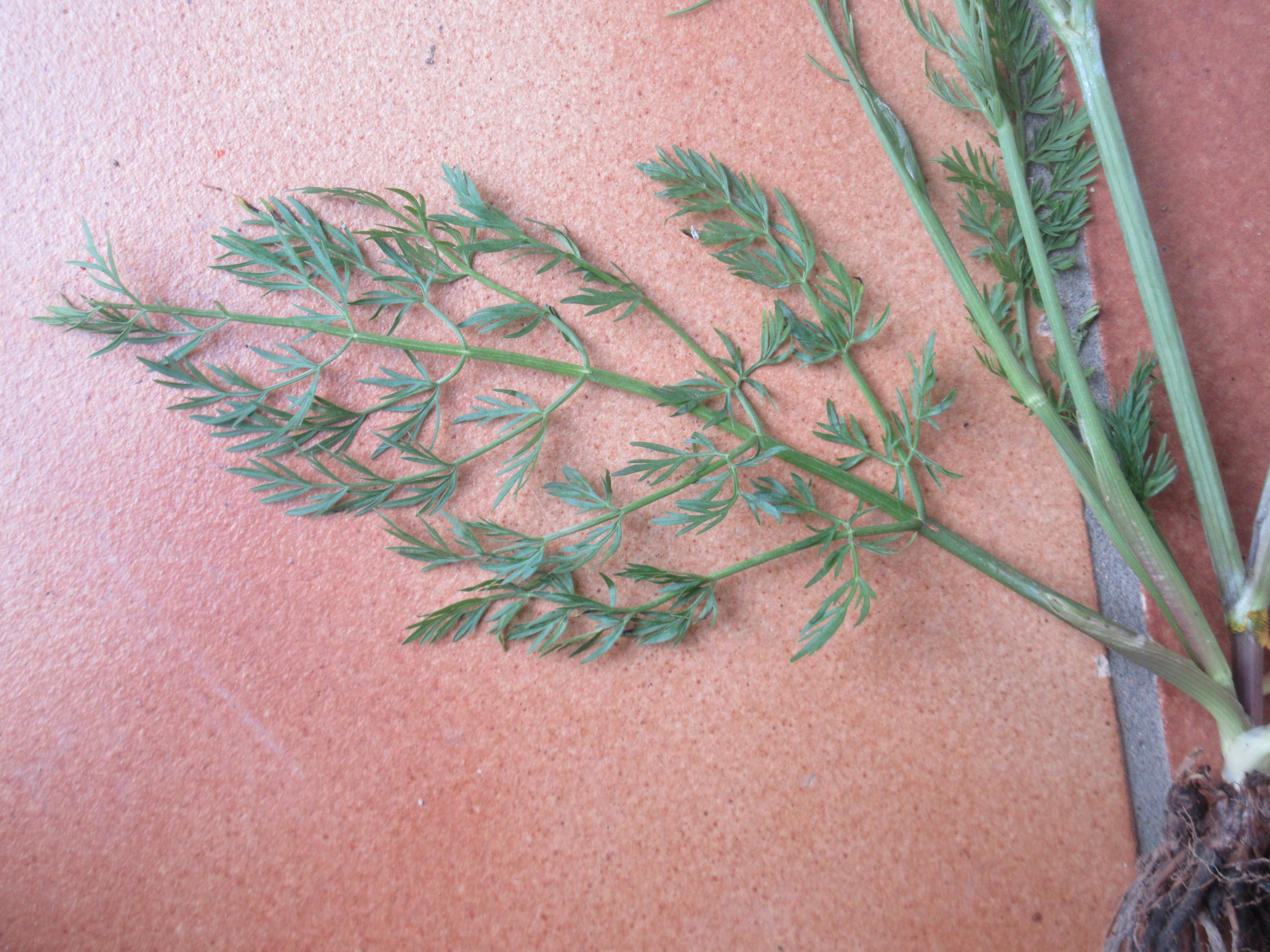
Feuille inférieure.
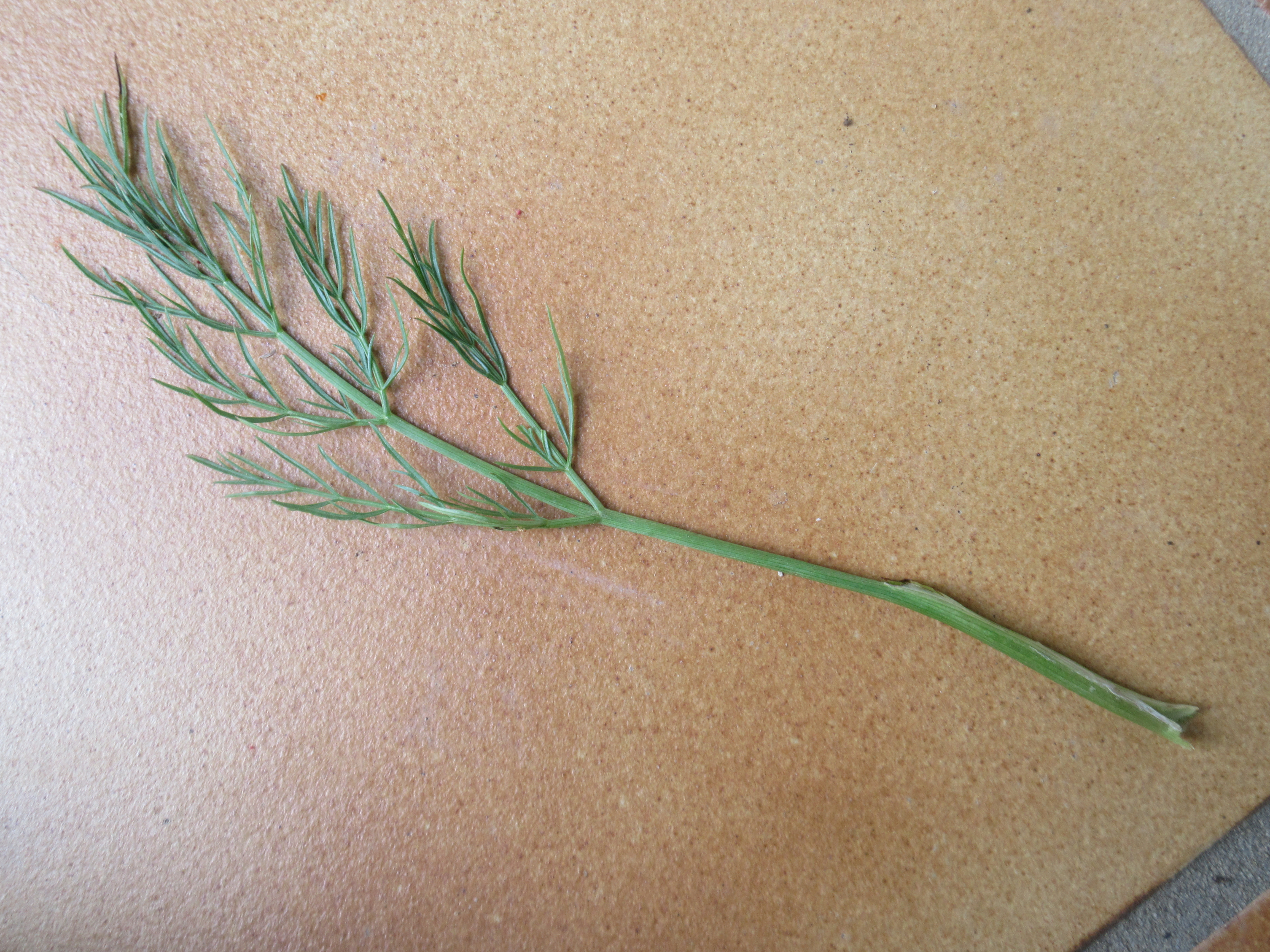
Feuille caulinaire basse.
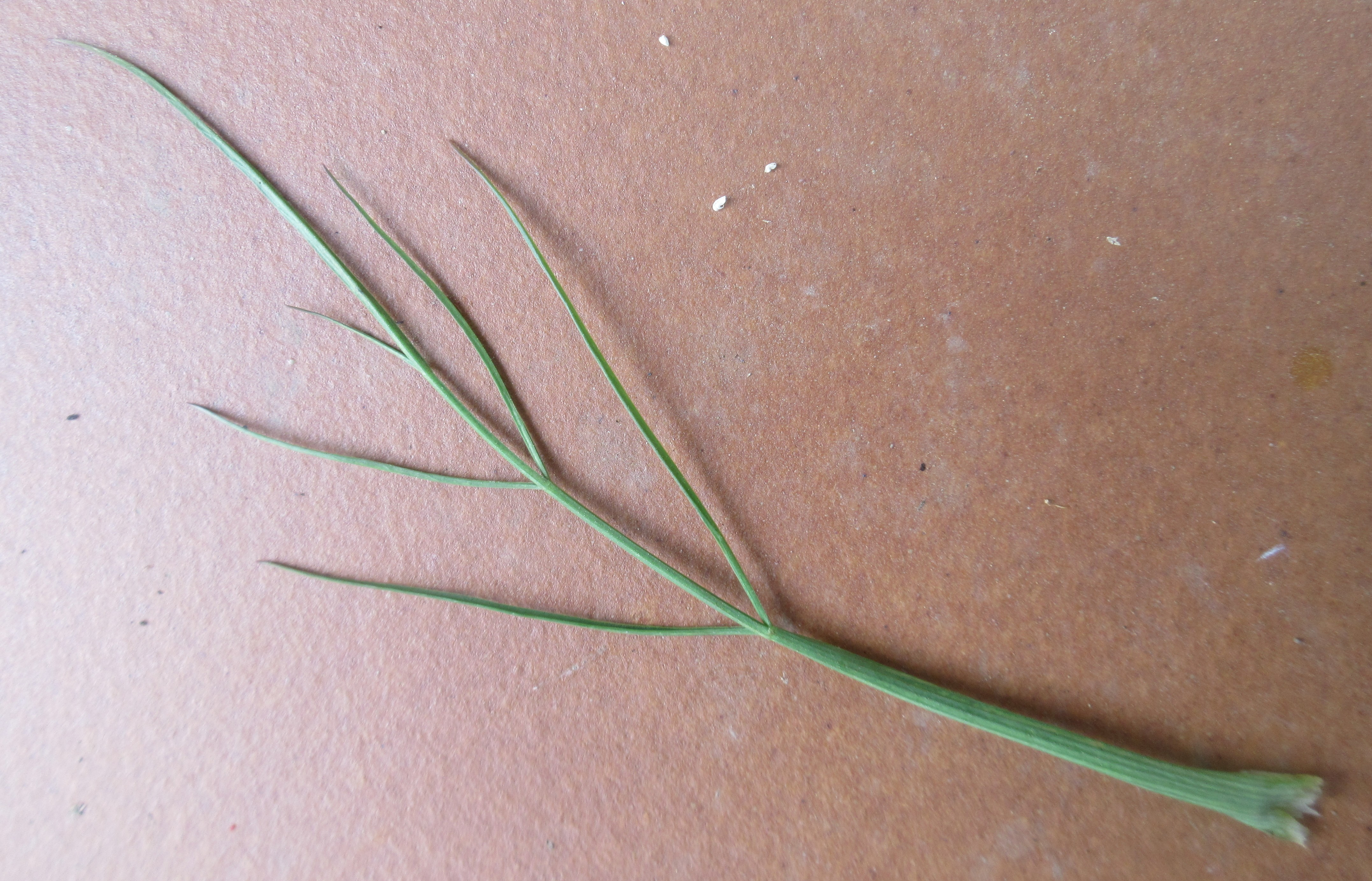
Feuille caulinaire haute.
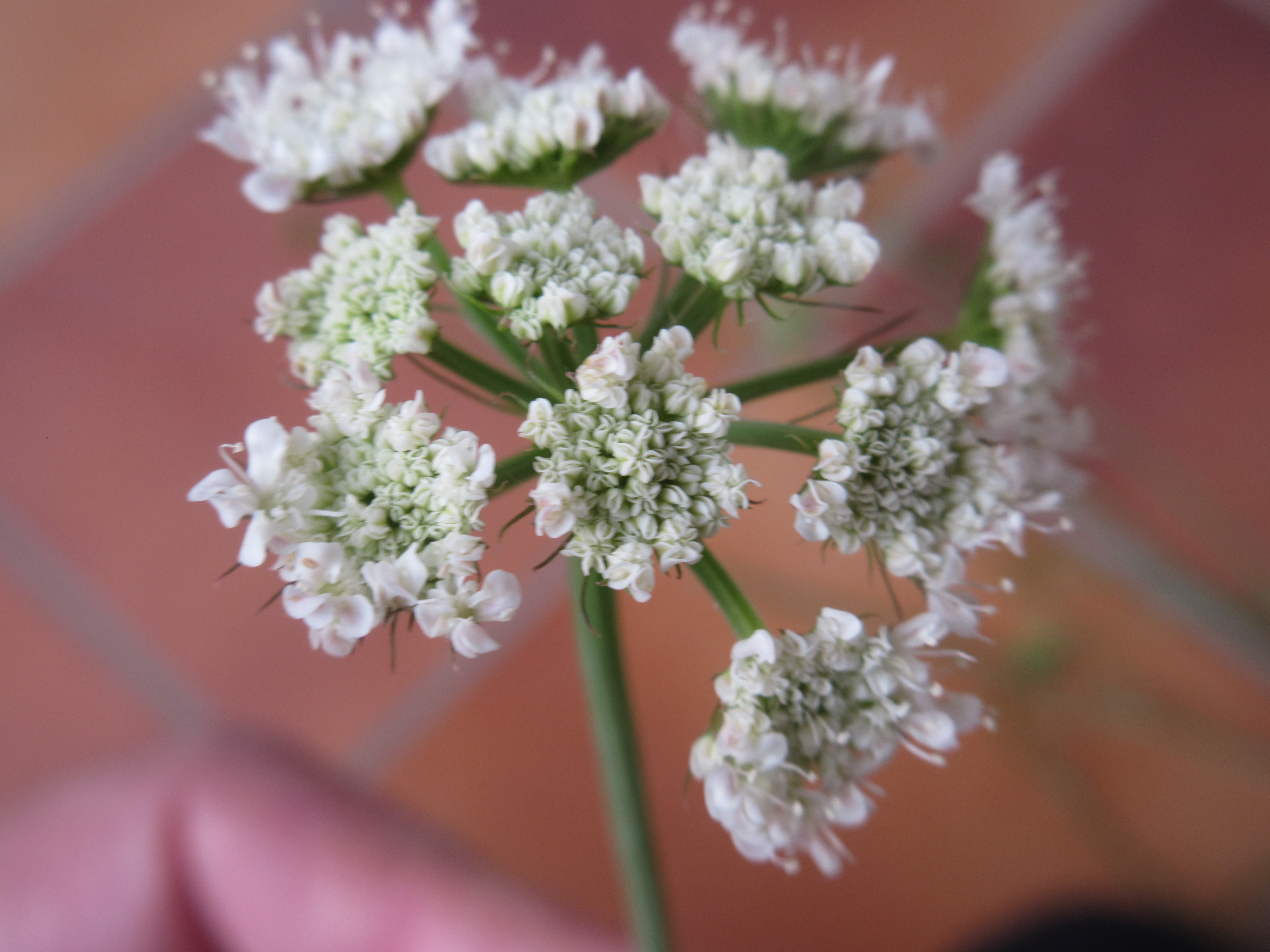
Ombelle florale.
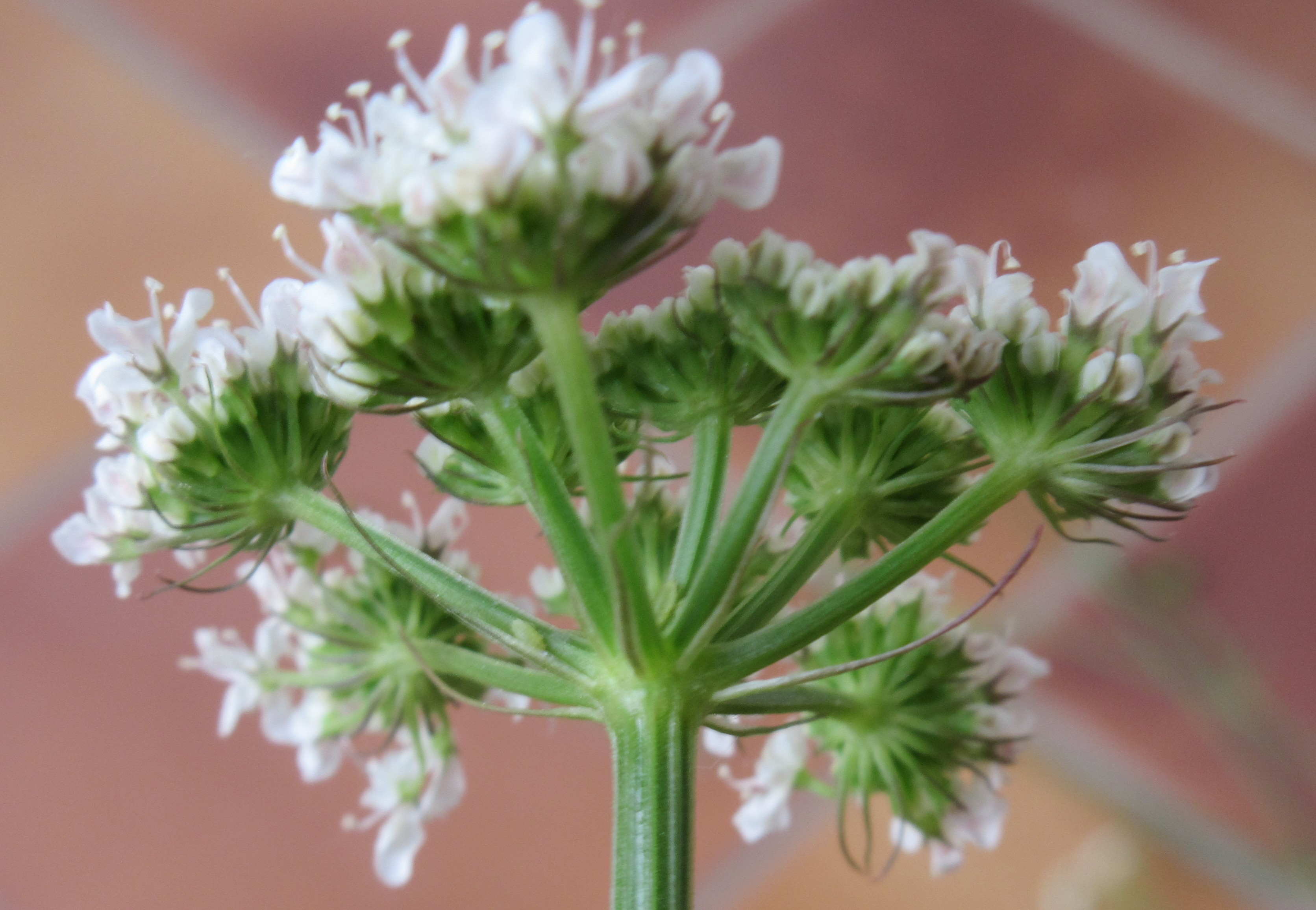
Tige florale, involucre et involucelles.
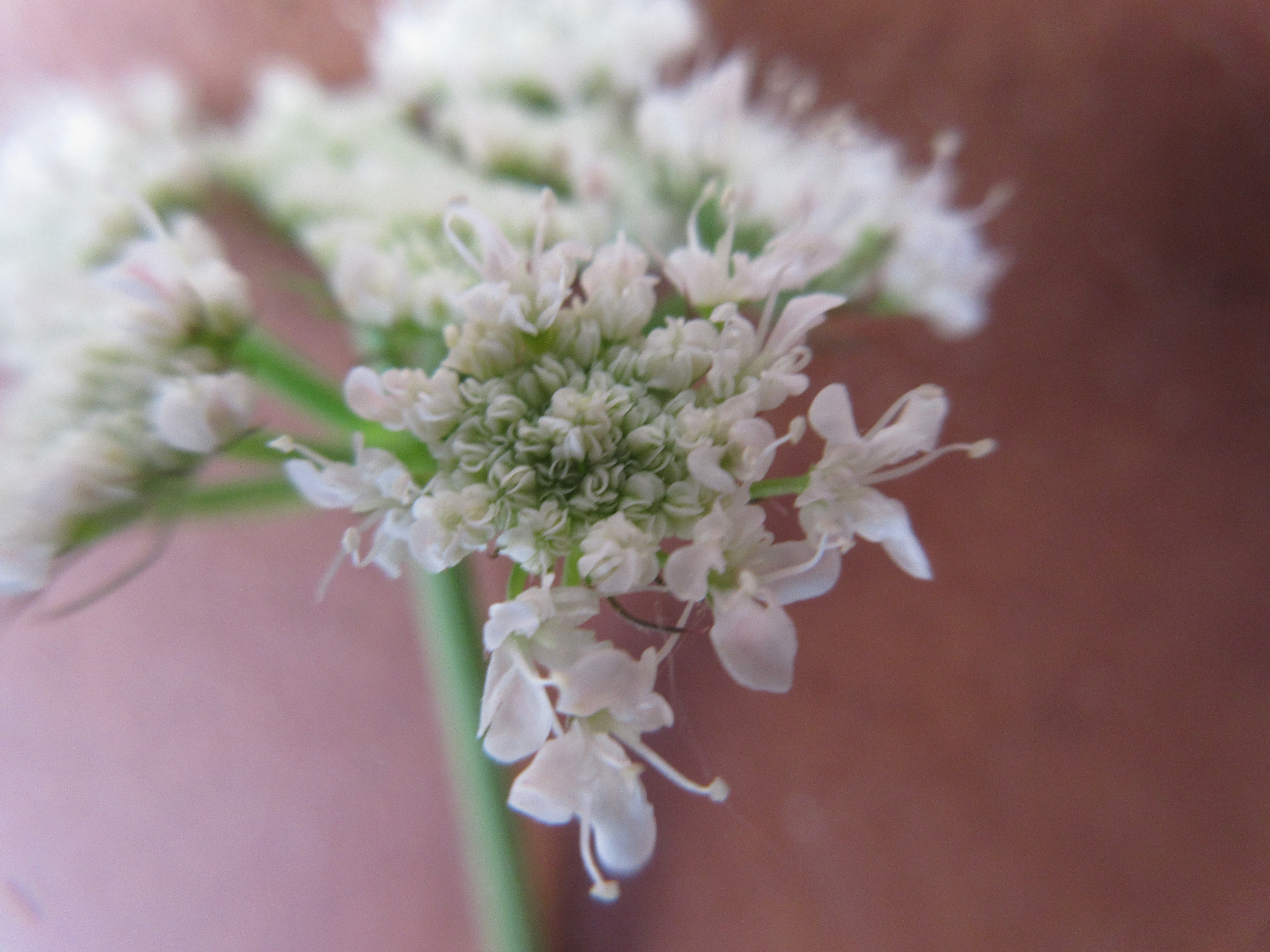
Fleurs - étamines.
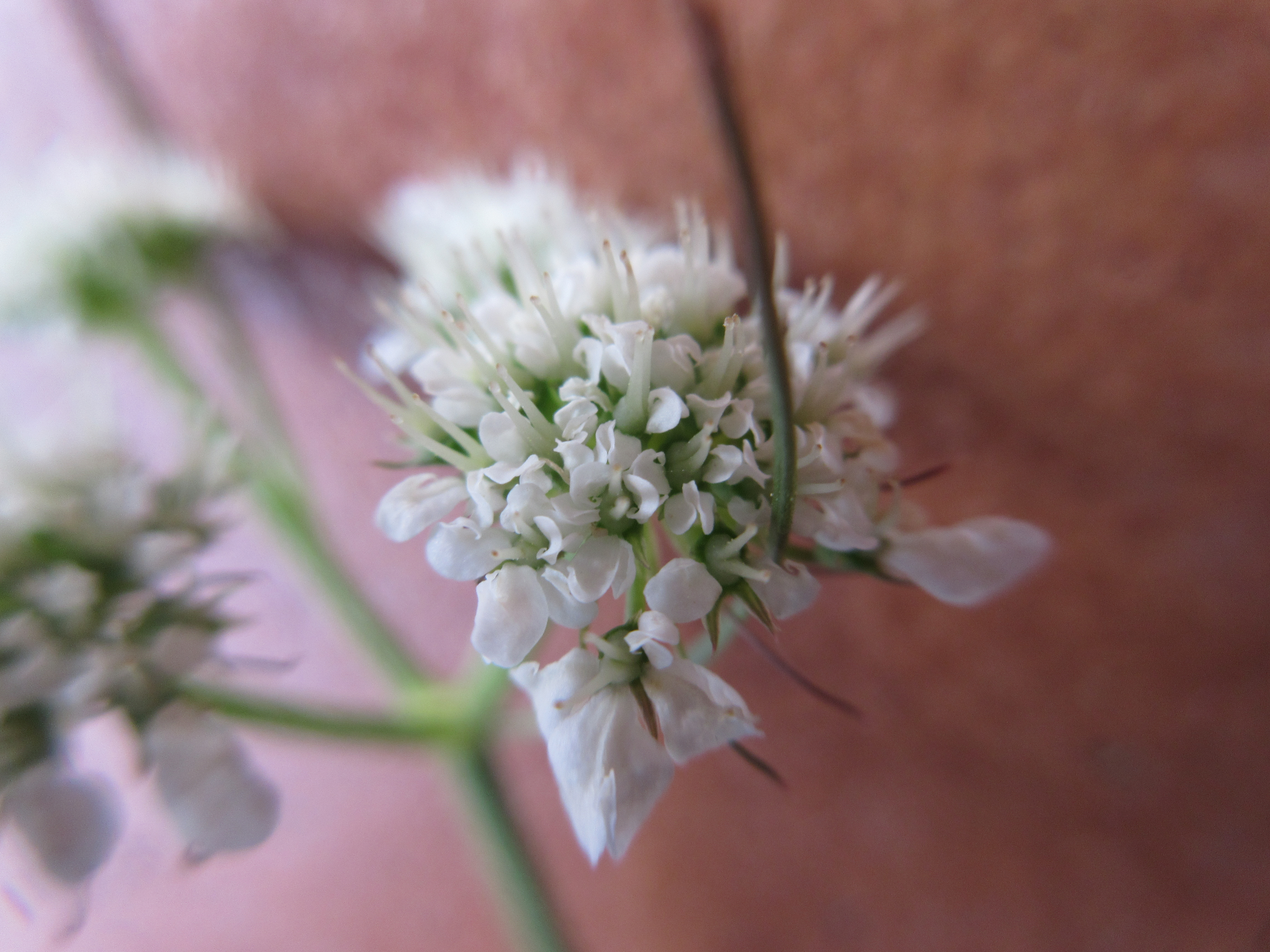
Fleurs - pistils doubles. Noter aussi la taille peu ordinaire d'une bractée qui dépasse l'ombellule.
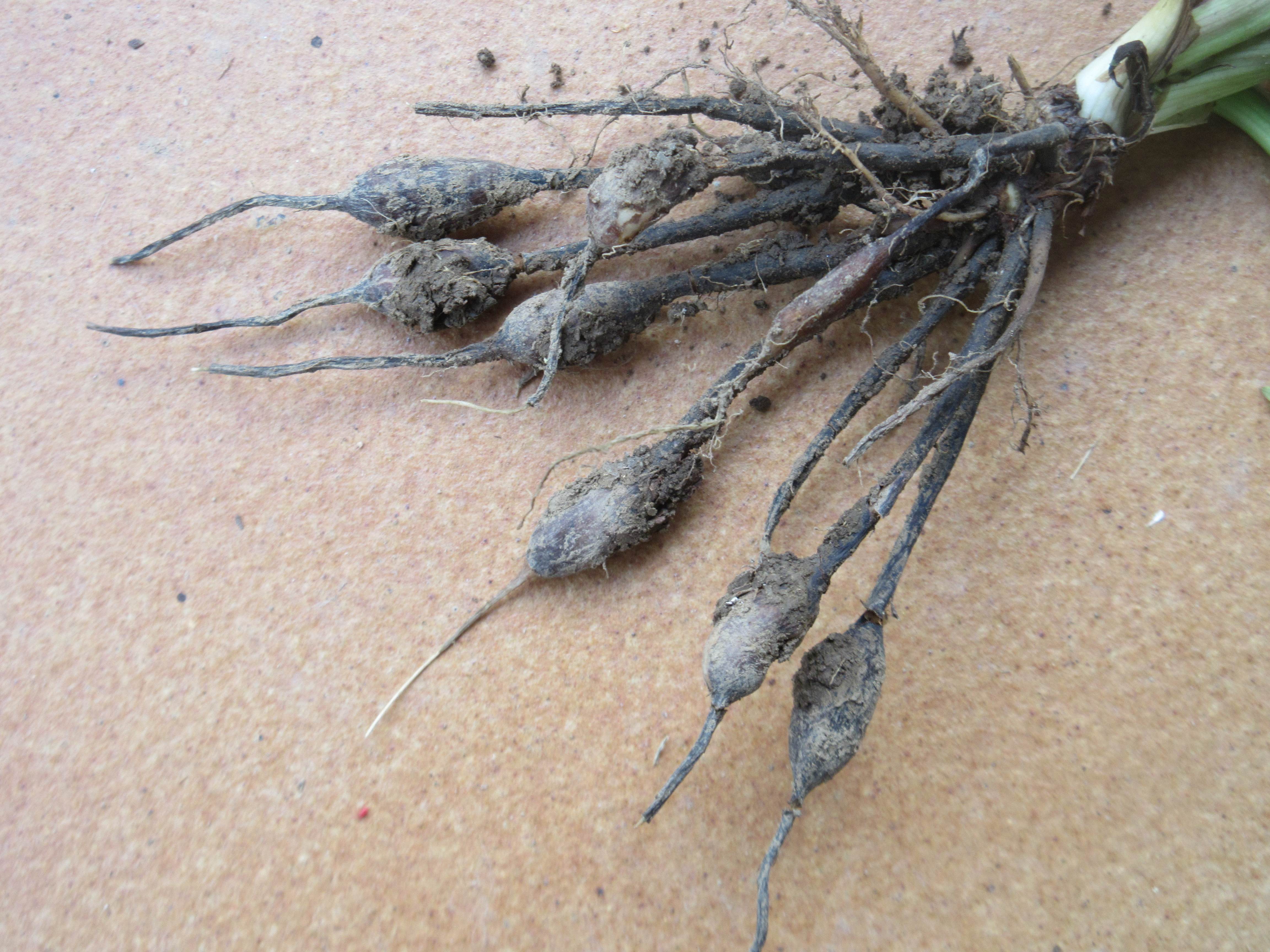
Racines d'une vieille souche.

## Habitat et écologie
La plante est hémicryptophyte. Elle pousse dans les prairies humides. 

## Répartition
L'Œnanthe de Lachenal est originaire d'Europe atlantique et méditerranéenne.

## Synonymes
- Oenanthe approximata Mérat, 1812
- Oenanthe gymnorhiza Brign., 1810
- Oenanthe jordanii Ten., 1829
- Oenanthe lachenalii var. approximata (Mérat) DC., 1830
- Oenanthe lachenalii var. minima Rouy & E.G.Camus, 1901
- Oenanthe marginata Vis., 1850
- Oenanthe megapolitana Willd., 1809
- Oenanthe pimpinelloides L., 1754
- Oenanthe rhenana DC., 1815
- Phellandrium tabernaemontani Bubani, 1899
- Selinum lachenalii (C.C.Gmel.) E.H.L.Krause, 1904[3]